# Římskokatolická farnost Nikolčice
Římskokatolická farnost Nikolčice je územní společenství římských katolíků s farním kostelem sv. Jakuba v děkanátu Hustopeče.

## Historie farnosti
První písemné zmínky o Nikolčicích pochází již z 11. století (z roku 1046), zakládací listina staroboleslavské kapituly svědčí o tom, že obec byla kapitule darována knížetem Břetislavem spolu s dalšími vesnicemi. Farní kostel svatého Jakuba Staršího byl postavený v roce 1777 na místě staré schátralé stavby.

## Duchovní správci
Administrátorem excurrendo je od 1. srpna 2010 R. D. Mgr. Jiří Topenčík.

## Bohoslužby
| Kostel     | Místo     | Bohoslužba (den) | Hodina                         | Poznámka     |
| ---------- | --------- | ---------------- | ------------------------------ | ------------ |
| sv. Jakuba | Nikolčice | neděle čtvrtek   | 9.00 17.00 (zima)/18.00 (léto) | Farní kostel |

## Aktivity ve farnosti
Dnem vzájemných modliteb farností za bohoslovce a bohoslovců za farnosti brněnské diecéze je 10. prosinec. Adorační den připadá na 26. září.
Každoročně se zde koná tříkrálová sbírka. V roce 2015 se při ní vybralo 18 799 korun. Při sbírce v roce 2016 činil výtěžek 20 149 korun. V roce 2018 dosáhl výtěžek sbírky 26 282 korun.
Pravidelně při bohoslužbách vystupuje farní sbor a schola.